# Ozola marginata
Ozola marginata là một loài bướm đêm trong họ Geometridae.